# بهمن سالاري
بهمن سالاري (الفارسية: بهمن سالاری (شهرام سالاری)) هو مهاجم إيراني يلعب لصالح شاهين بوشهر في إيران.

## المسيرة مع الأندية

### سايبا
بدأ مسيرته الكروية في الفئات السنية لنادي سايبا. في يوليو 2013 انضم إلى الفريق الأول تحت قيادة إنغين فرات. خاض أول مباراة له مع سايبا في 6 أبريل 2014 ضد فجر شهيد سباسي كبديل.

## إحصائيات المسيرة
آخر تحديث 19 فبراير 2015.
| النادي    | الدوري                  | الموسم   | الدوري    | الدوري  | كأس حذفي  | كأس حذفي | آسيا      | آسيا    | المجموع   | المجموع |
| النادي    | الدوري                  | الموسم   | المباريات | الأهداف | المباريات | الأهداف  | المباريات | الأهداف | المباريات | الأهداف |
| --------- | ----------------------- | -------- | --------- | ------- | --------- | -------- | --------- | ------- | --------- | ------- |
| سايبا     | دوري المحترفين الإيراني | 2013–14  | 1         | 0       | 0         | 0        | –         | –       | 1         | 0       |
| سايبا     | دوري المحترفين الإيراني | 2014–15  | 3         | 0       | 1         | 1        | –         | –       | 4         | 1       |
| سايبا     | دوري المحترفين الإيراني | 2015-16  | 0         | 0       | 1         | 0        | –         | –       | 1         | 0       |
| شهر خودرو | دوري المحترفين الإيراني | 2015-16  | 0         | 0       | 0         | 0        | –         | –       | 0         | 0       |
| الإجمالي  | الإجمالي                | الإجمالي | 4         | 0       | 2         | 1        | 0         | 0       | 6         | 1       |

## الإنجازات

### فردية
- هداف كأس حذفي: 2019–20

## روابط خارجية
- بهمن سالاري على PersianLeague.com
- بهمن سالاري على IranLeague.ir